# أوليفر كيرك
أوليفر كيرك (بالإنجليزية: Oliver Kirk) (20 أبريل 1884 – 14 مارس 1960) هو ملاكم أمريكي راحل، مثّل بلاده في الألعاب الأولمبية الصيفية 1904.

## روابط خارجية
أوليفر كيرك على موقع بوكس ريك (الإنجليزية) (registration required)
- أوليفر كيرك على موقع اللجنة الأولمبية الدولية (الإنجليزية)
- أوليفر كيرك على موقع أوليمبيديا (الإنجليزية)